# Кировский (Оренбургская область)
Кировский — поселок в Бузулукском районе Оренбургской области в составе сельского поселения Красногвардейский сельсовет.

## География
Находится на расстоянии примерно 13 километров по прямой на юго-восток от города Бузулук.

## История
Поселок возник в 1931-32гг. Когда-то эта земля принадлежала барину Мурахтавскому, в годы советской власти поселок был переименован, в поздние советские годы было 4 отделением совхоза «Красногвардеец».

## Население
Население составляло 222 человека в 2002 году (67% русские), 230 по переписи 2010 года.